# Rasbora beauforti
Rasbora beauforti är en fiskart som beskrevs av Hardenberg, 1937. Rasbora beauforti ingår i släktet Rasbora och familjen karpfiskar. Inga underarter finns listade i Catalogue of Life.